# Verdi (Nevada)
Pour les articles homonymes, voir Verdi (homonymie).
La localité de Verdi constitue une census-designated place (CDP), un « secteur statistique » du comté de Washoe, au Nevada (États-Unis). Sa population était de 1 415 habitants lors du recensement national de 2010. Avant 2010, elle était enregistrée en tant que partie de la CDP de Verdi-Mogul. Le toponyme a été tiré au sort en 1868 par Charles Crocker, l'un des fondateurs de la Central Pacific Railroad, qui sortit de son chapeau un papier portant le nom du compositeur d'opéra italien Giuseppe Verdi.